# Conopophaga roberti
El jejenero encapuchado o toco toco  encapuchado (Conopophaga roberti) es una especie de ave paseriforme perteneciente al género Conopophaga de la familia Conopophagidae. Es endémica del noreste de Brasil.

## Distribución y hábitat
Se distribuye en el oriente de la Amazonia, al sur del río Amazonas, desde el este de Pará (margen oriental del río Tocantins) hacia el este hasta Piauí y oeste de Ceará.
Es poco común y local en el sotobosque de bosques húmedos y matorrales adyacentes a menos de 300 m de altitud.

## Descripción
Mide aproximadamente 12 cm de longitud. El plumaje del dorso es de color castaño y el vientre grisáceo.  El macho presenta a cabeza, nuca, garganta y pecho de color negro, con la apariencia de una capucha. La hembra tiene la cabeza color rufo ferruginoso; la garganta blancuzca y el pecho grisáceo. Frecuentemente presenta una línea posocular blanca.